# Джон Феттерман
Джон Карл Феттерман (англ. John Karl Fetterman; нар. 15 серпня 1969, Редінг, Пенсільванія, США) — американський політик, молодший сенатор США від Пенсільванії з 2023 року. Член Демократичної партії, він обіймав посаду 34-го віцегубернатора Пенсільванії з 2019 по 2023 рік і мера міста Бреддок, штат Пенсільванія, з 2006 по 2019 рік. Феттерман виступає за право на охорону здоров'я, реформу кримінального правосуддя, скасування смертної кари, підвищення федеральної мінімальної зарплати до 15 доларів на годину та легалізацію канабісу.
Починаючи свою професійну кар'єру в страховій галузі, Феттерман вивчав фінанси в коледжі Олбрайт і здобув ступінь магістра ділового адміністрування в Університеті Коннектикуту. Потім він приєднався до AmeriCorps і здобув ступінь магістра публічної політики в Гарвардському університеті. Служба Феттермана в AmeriCorps привела його до Бреддока, куди він переїхав у 2004 році, а наступного року був обраний мером. Будучи мером, Феттерман прагнув відродити колишнє сталеливарне місто за допомогою мистецьких і молодіжних програм.